# Александров, Алан Борисович
Алан Борисович Александров (8 мая 1980 — 6 апреля 2004, Усть-Каменогорск) — казахстанский хоккеист, нападающий.

## Биография
Сын хоккеиста Бориса Александрова, брат хоккеиста Виктора Александрова. В сезонах 1998/99 — 2001/02 играл в первой (Д3) и высшей (Д2) лигах России за ХК «Кемерово», первую и вторую команды усть-каменогорского «Торпедо», «Динамо-Энергия-2» Екатеринбург. В сезоне 2002/03 провёл 19 матчей за клуб «Барыс» Астана в чемпионате Казахстана (пять шайб, две передачи).
6 апреля 2004 года погиб в автоаварии в Усть-Каменогорске два года спустя после смерти отца.